# Carole Hillenbrand
Carole Hillenbrand (* 1943 in Southery, Norfolk, England als Carole Jordan) ist eine britische Historikerin und Islamwissenschaftlerin. Sie war Professorin für islamische Geschichte an der University of Edinburgh.
Hillenbrand studierte in Cambridge, Oxford und Edinburgh. 2000 wurde sie Professorin für islamische Geschichte in Edinburgh, wo sie seit 1979 lehrte. Sie stand 1997 bis 2002 und 2006 bis 2008 der Abteilung Islamic and Middle Eastern Studies vor. 2008 wurde sie in Edinburgh emeritiert.
1994 und 2005 war sie Gastprofessorin am Dartmouth College, 2002 an der Reichsuniversität Groningen und 2011 und 2013 an der Universität von St. Louis.
Sie befasste sich mit den Kreuzzügen aus islamischer Sicht, den Seldschuken im Iran und der Türkei, der Schlacht von Manzikert, politischem Denken im Islam im Mittelalter (und speziell al-Ghazālī), dem Konzept des Dschihad im Mittelalter und der Neuzeit und arabischer und persischer Reiseliteratur.
2005 erhielt sie als erste und bisher einzige nicht dem Islam zugehörige Person den König-Faisal-Preis im Bereich Islamstudien. 2009 wurde sie mit dem OBE und 2018 mit dem CBE ausgezeichnet. 2015 erhielt sie den British Society for Islamic and Middle Eastern Studies Award. 2016 wurde ihr der Nayef Al-Rodhan Prize for Global Cultural Understanding der British Academy für ihr Buch Islam: A New Historical Introduction zuerkannt. Seit 2007 ist sie Mitglied (Fellow) der British Academy.
Sie war im Herausgebergremium des  Journal of Arabic and Islamic Studies, ist seit 1983 beratende Herausgeberin für Islam-Studien bei Edinburgh University Press und seit 1999 Herausgeberin der Reihe Studies in Persian and Turkish History bei Routledge. Sie ist Vizepräsidentin der British Society for Middle Eastern Studies.

## Schriften
- The Waning of the Umayyad Caliphate, State University of New York Press, Albany, 1989
- A Muslim Principality in Crusader Times: the Early Artuqid State, Leiden, The Netherlands Historical and Archaeological Institute for the Near East in Istanbul, Leiden, 1990
- The Crusades, Islamic Perspectives, Edinburgh University Press, Edinburgh, 1999
- Turkish myth and Muslim symbol: the Battle of Manzikert, Edinburgh University Press, Edinburgh, 2007
- The Seventh Crusade, 1244–1254: Sources and Documents, Journal of Islamic Studies, Band 21, 2010, Nr. 2
- Islam: A New Historical Introduction. London: Thames & Hudson, 2015 (das Buch erhielt 2016 den Nayef Al-Rodhan Prize for Global Cultural Understanding der British Academy)